# Sexmission
Pour plus de détails, voir Fiche technique et Distribution.
Sexmission (Seksmisja) est une comédie de science-fiction polonaise présentant un monde unigenré réalisée par Juliusz Machulski, sortie en 1984.

## Résumé
Deux savants, Max et Albert, participent à une expérience et se font congeler pour être dégelés après trois ans. L'expérience ne réussit qu'à moitié car, au lieu de ce sommeil glacé de trois ans, c'est en 2044 qu'ils se réveillent. Dans l'intervalle le monde a changé radicalement : partout on ne voit que des femmes. Une guerre a eu pour conséquence la disparition de tous les hommes, en sorte qu'ils sont tous les deux les seuls survivants de leur sexe. Mais pour la reproduction il n'y a plus besoin d'hommes : les éprouvettes ont pris la relève. Comme la guerre a pollué la surface de la Terre, c'est dans des villes souterraines que la vie continue.
Dans cet État féminin, soumis à un régime totalitaire, Max et Albert sont considérés comme des « pièces archéologiques », des êtres primitifs inhumains et agressifs qu'il faut intégrer de force dans la société. Après ses premiers doutes quant à la nouvelle situation Max se croit capable de séduire les femmes par son charme. Albert, cependant, apprécie moins la situation et aimerait seulement retrouver sa liberté.
Au cours du procès qu'on fait contre eux, le jury décide que Max et Albert doivent subir une opération pour qu'on fasse d'eux des « êtres naturels » (c'est-à-dire des femmes). Cependant, ils arrivent tous les deux à s'échapper jusqu'à la surface dans des combinaisons de protection avec l'aide de Lamia, qui commence à douter du système existant depuis que Max lui a arraché de force un baiser. Une généticienne les suit.
Comme ils explorent la surface, ils ne tardent pas à constater tous les quatre que la Terre n'est pas aussi déserte qu'on le leur racontait. Il s'avère de plus que la souveraine elle-même est en réalité un homme déguisé. Les deux couples choisissent de remettre le monde dans son « état normal » et, secrètement, ils mettent du sperme dans les systèmes de reproduction. Neuf mois plus tard naissent les premiers garçons.
Critique déguisée du système communiste, ce film aborde les thèmes du féminisme, du masculinisme et de la mascarade politique.

## Fiche technique
- Titre français : Sexmission
- Titre original : Seksmisja
- Réalisation : Juliusz Machulski
- Scénario : Juliusz Machulski
- Directeur de la photographie : Jerzy Łukaszewicz
- Directeur artistique : Wojciech Wolniak, Stefan Burzynski
- Chef décorateur : Wojciech Saloni-Marczewski, Ewa Skoczkowska, Janusz Sosnowski
- Assistant réalisateur : Piotr Hanuszkiewicz, Bozena Michalska, Piotr Stefaniak, Ryszard Zatorski
- Ensemblier : Wieslawa Chojkowska
- Caméraman : Zdzislaw Najda
- Premier assistant opérateur : Andrzej Archacki, Roman Plocki, Józef Skibinski
- Musique : Henryk Kuźniak
- Son : Ryszard Jankowski, Bohdan Mazurek, Zygmunt Nowak, Jerzy Nozdryn-Plotnicki, Jerzy Osniecki, Marian Redlich, Jacek Szymanski, Leszek Wronko
- Montage : Mirosława Garlicka
- Assistant décorateur : Janusz Kaminski, Slawomir Kubiak, Zbigniew Olejniczak, Ewa Skoczkowska, Tomasz Sobczak
- Rédaction : Hanna Chelminska, Józef Majchrzak
- Maquillage : Liliana Galazka , Krystyna Chmielewska , Teresa Tomaszewska
- Costumier : Malgorzata Braszka
- Société de production : Studio Filmowe Kadr
- Pays d'origine : Pologne
- Langue : polonais
- Dates de sortie : 1984
- Format : Couleurs - 35 mm - mono - (Eastmancolor)
- Genre : Comédie parodique, Science-fiction
- Durée : 117 minutes

## Distribution
- Olgierd Łukaszewicz : Albert Starski
- Jerzy Stuhr : Max Paradys
- Bożena Stryjkówna: Lamia Reno d'« Archeo »
- Bogusława Pawelec : Emma Dax de « Genetix »
- Hanna Stankówna : Tekla, cheffe de « Genetix »
- Beata Tyszkiewicz : Berna, cheffe d'« Archeo »
- Ryszarda Hanin: Dr Jadwiga Yanda, fille de Max
- Barbara Ludwiżanka (pl) : Julia Novack, doyenne de l'Asile de la vieillesse méritée
- Mirosława Marcheluk : conseillère de Son Excellence
- Hanna Mikuć : Linda, gardienne des hommes
- Elżbieta Zającówna (pl) : Zajaconna, gardienne des hommes
- Dorota Stalińska (pl) : reporter à la télé
- Ewa Szykulska : entraîneuse en section spéciale
- Janusz Michałowski (pl) : professeur Wiktor Kuppelweiser
- Wiesław Michnikowski : Son Excellence
- Piotr Stefaniak : assistant de Kuppelweiser
- Juliusz Lisowski (pl) : père d'Albert
- Zofia Plewińska : la femme de Max
- Magdalena Kuta (pl) : gardienne du Blockhaus
- Anna Wesołowska (pl) : gardienne du Blockhaus
- Grażyna Trela (pl) : gardienne de la mine